# Casa Narcisa Freixas
La casa Narcisa Freixas és un edifici modernista del municipi de la Garriga (Vallès Oriental) inclòs en l'Inventari del Patrimoni Arquitectònic de Catalunya.

## Descripció
És un edifici civil, un habitatge unifamiliar de planta baixa i pis. Assentada damunt un sòcol de maçoneria concertada. La façana està estucada de color blanc. Destaca el cos central, de planta corba, que sobresurt de la línia del carrer i està limitat per unes columnes d'estilització dòrica a la planta baixa i per unes pilastres a la planta pis. El capcer del cos central és de línia sinuosa.

## Història
Aquesta casa i la veïna (número 2-3 de la plaça Narcisa Freixas) varen ser edificades per la família de la compositora Narcisa Freixas i el seu marit. Havien estat vinculats a la Garriga des dels anys 80 del segle XIX, quan anaven al balneari Blancafort per la salut de la seva filla petita, que hi va acabar morint i és enterrada al cementiri de la Doma, i a partir de la construcció de la primera de les cases el 1912 hi van començar a passar temporades més llargues.
Després de la mort de la compositora el 1926, el seu fill Josep Maria Petit i Freixas va convertir les cases durant un temps en un consultori gratuït per nens sense recursos afectats de paràlisi infantil.